# Electronic Arts
 (транскр.  Електроник артс), позната и као EA Games, америчка је компанија, произвођач и издавач видео и рачунарских игара. 1982. ову фирму је основао Трип Хокингс, компанија је у почетку била непозната, а касније постала пионир индустрије рачунарских игара и позната је по промовисању дизајнера и програмера одговорних за њихове игре. ЕА је у почетку био само објављивач, и објављивао само рачунарске игре, али је крајем 1980-их почео и да подржава конзоле. Почетком 1990-их ЕА је почео да постаје један од најпознатијих објављивача рачунарских игара и у 2000-им зарађивао просечно 3.129 милијарди долара месечно. Сада је ова компанија најпознатија по објављивању Need for Speed, Medal of Honor, The Sims, The Sims 2, The Sims 3,The Sims 4, Command & Conquer: Generals и др.